# Xã Lightning Creek, Quận Adams, Bắc Dakota
Xã Lightning Creek (tiếng Anh: Lightning Creek Township) là một xã thuộc quận Adams, tiểu bang Bắc Dakota, Hoa Kỳ. Năm 2010, dân số của xã này là 14 người.